# زبوريف
زبوريف (Зборів) هي مدينة في مقاطعة تيرنوبيلسكا في أوكرانيا.
يبلغ عدد سكانها حوالي 7769 نسمة.

## معرض صور

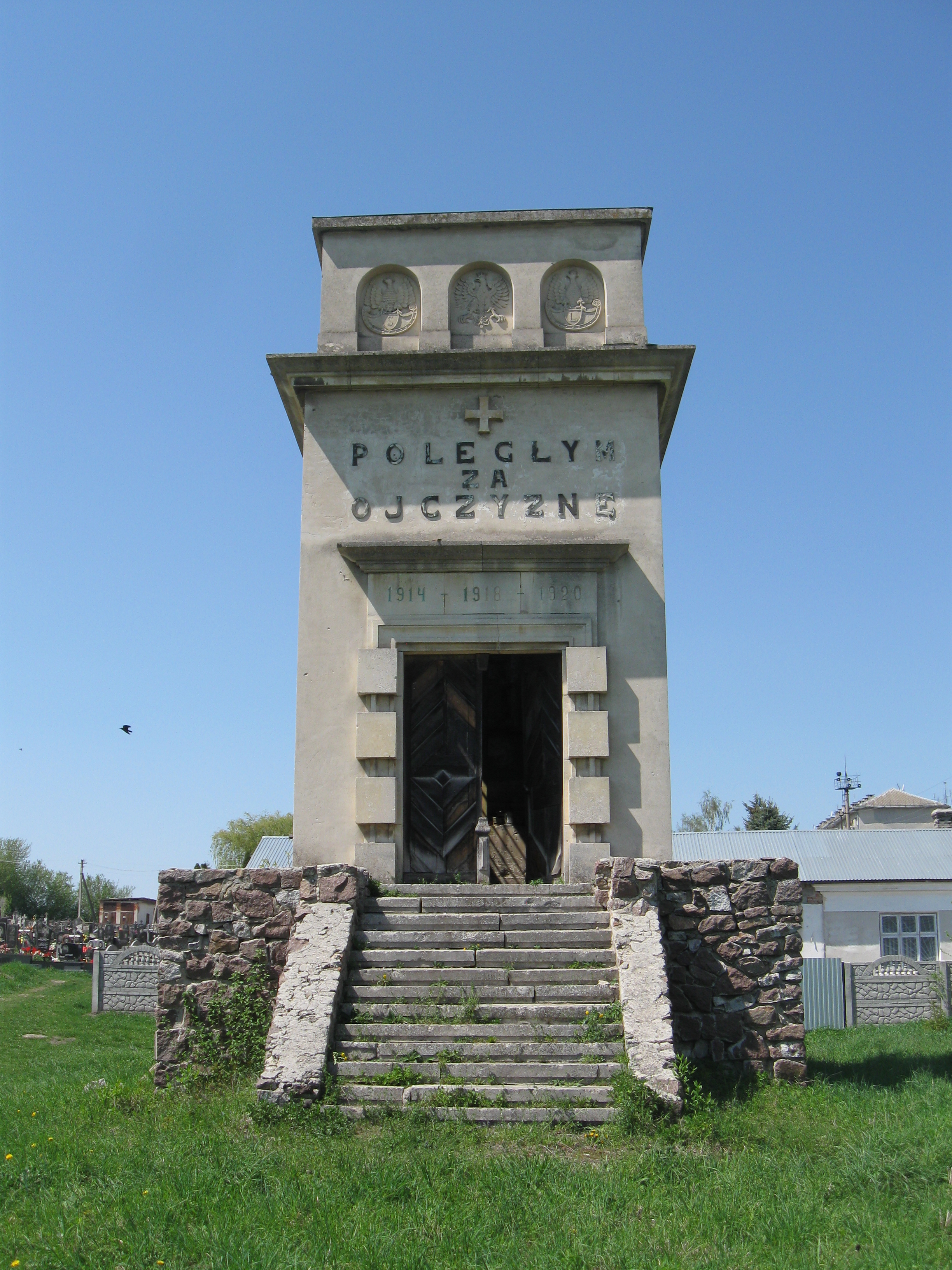
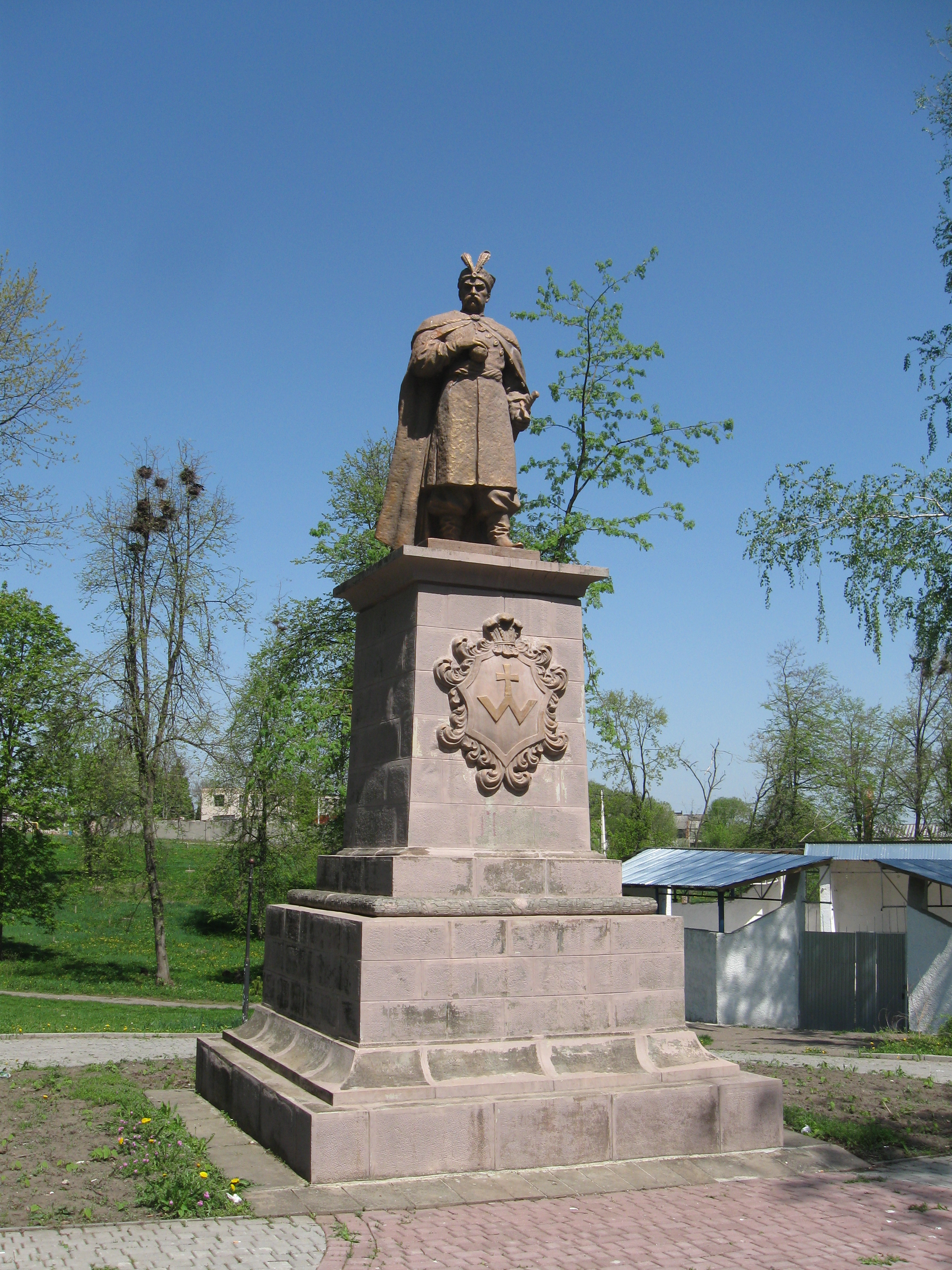
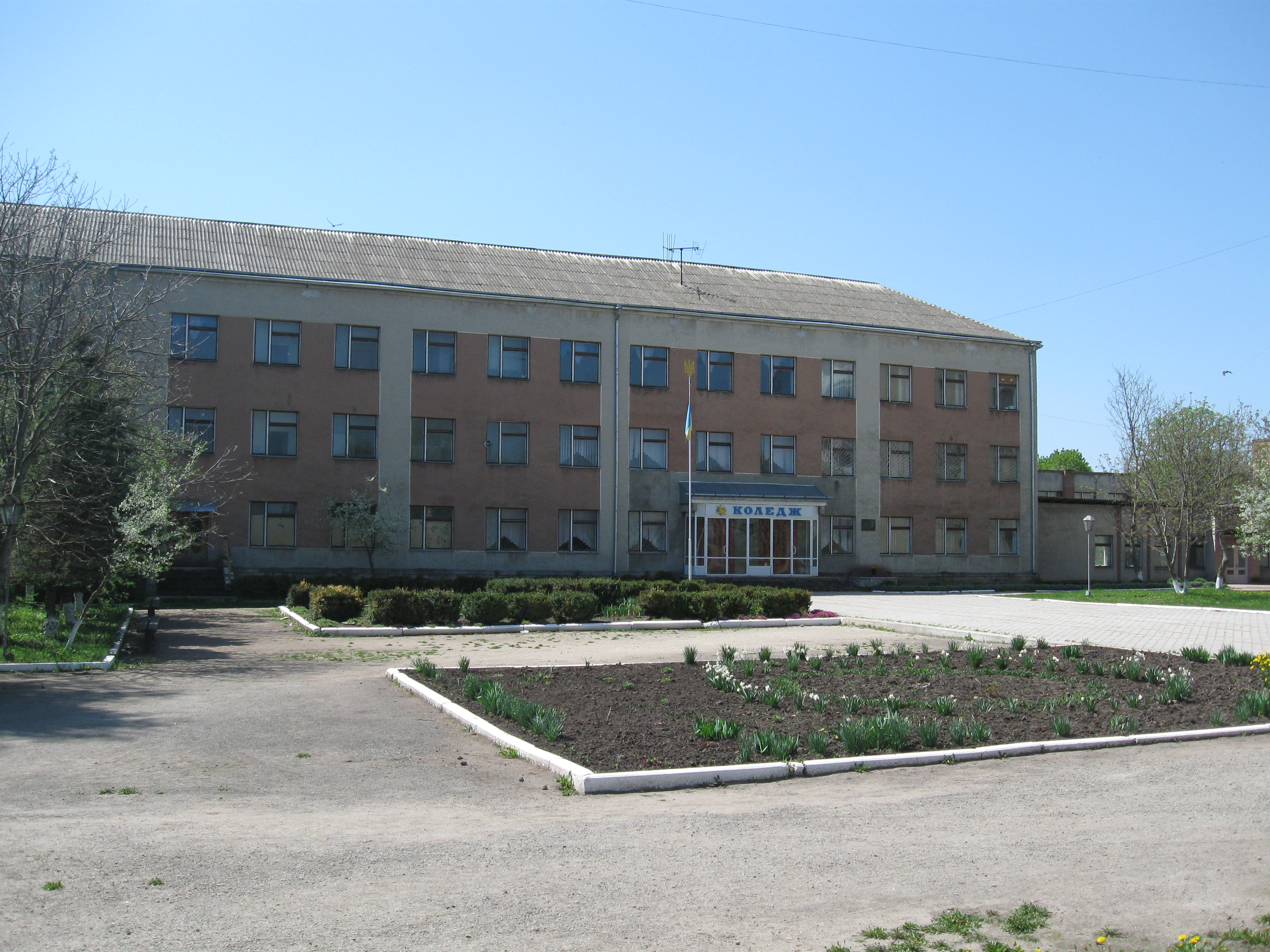
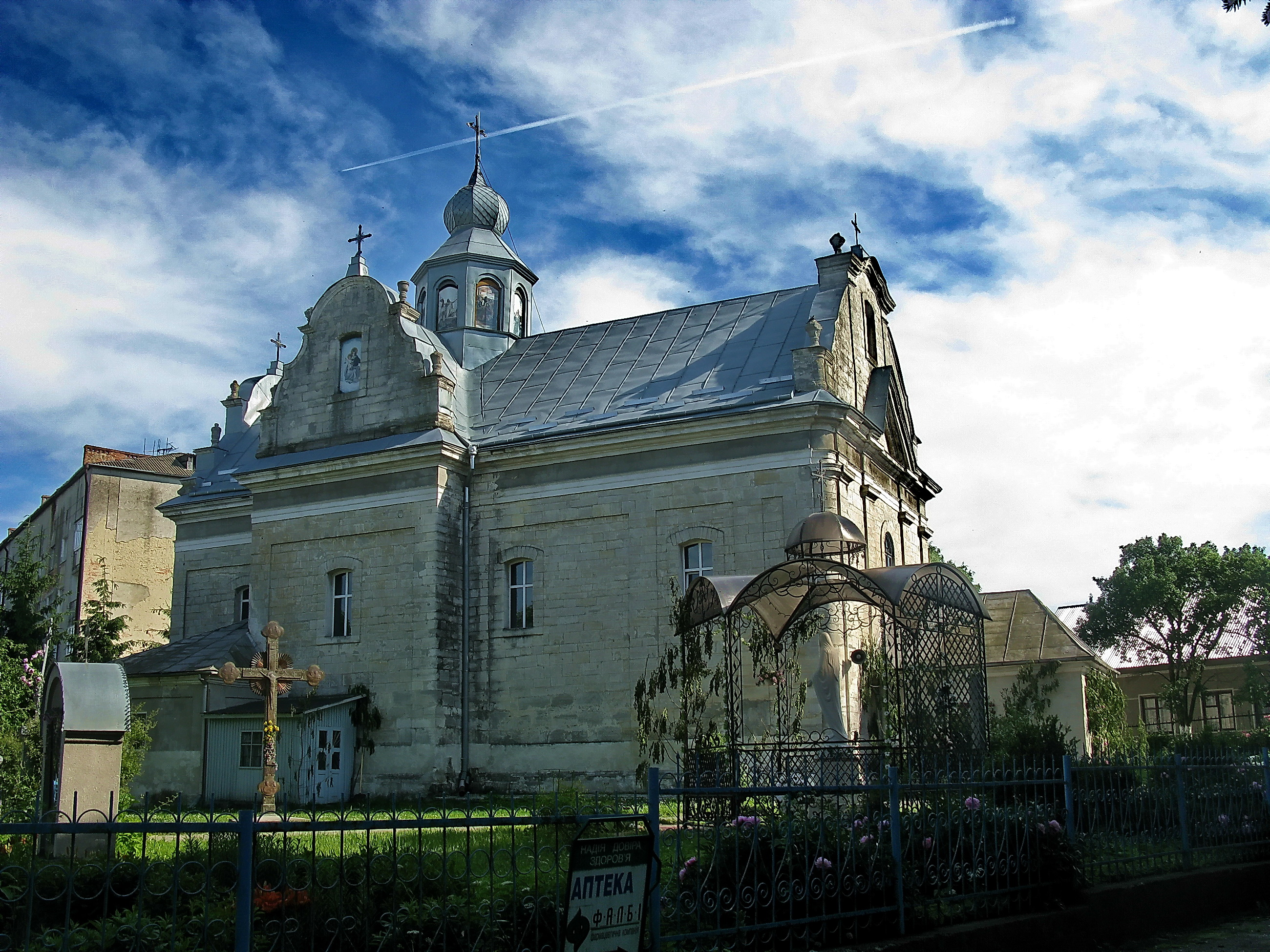
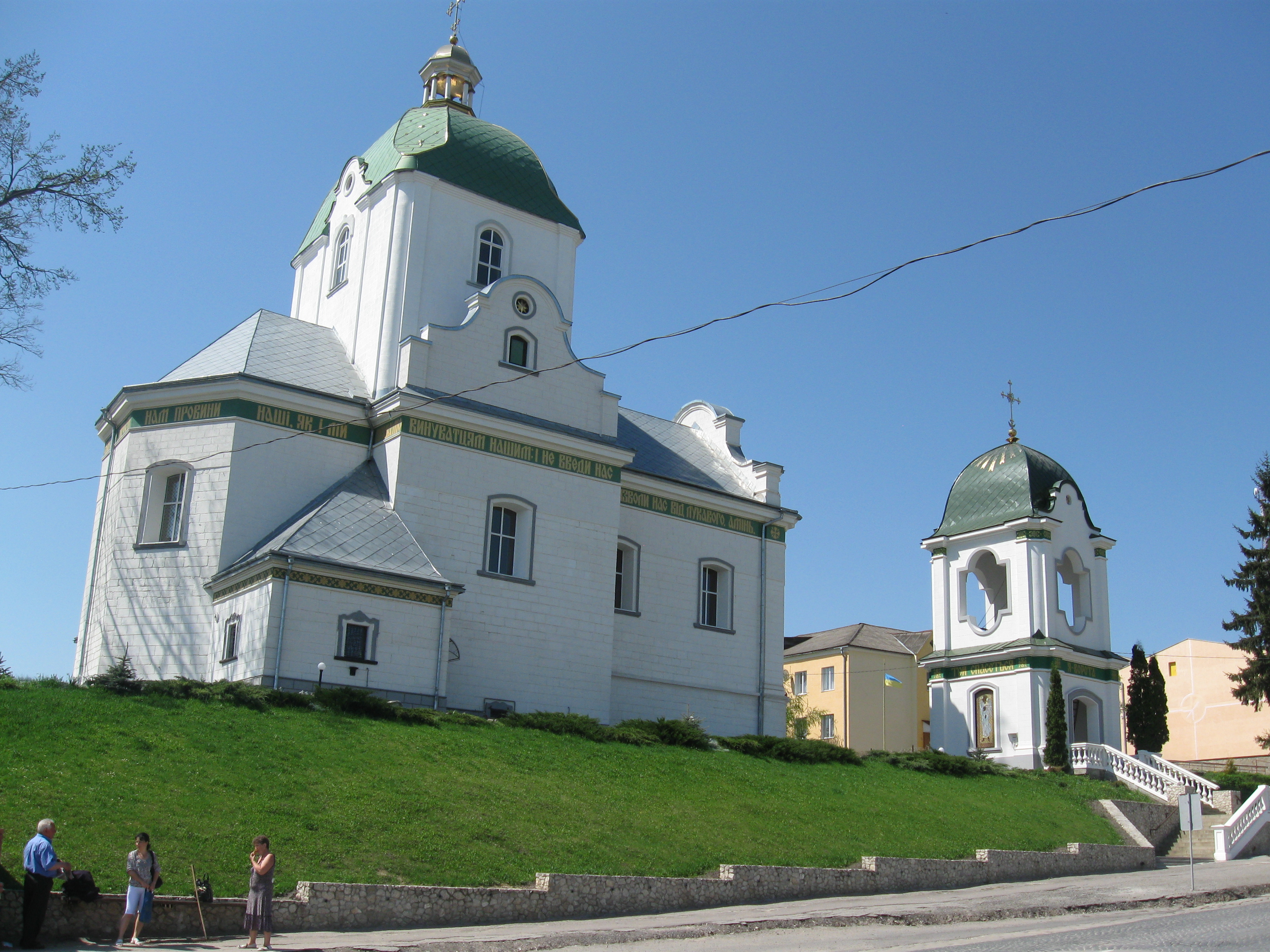